# Тольян, Джереми
Джереми Исая Ричард Тольян (нем. Jeremy Isaiah Richard Toljan; родился 8 августа 1994 года в Штутгарте, Германия) — немецкий футболист, защитник клуба «Сассуоло». Участник Олимпийских игр 2016 года в Рио-де-Жанейро.
Джереми родился в семье афроамериканца и хорватки.

## Клубная карьера

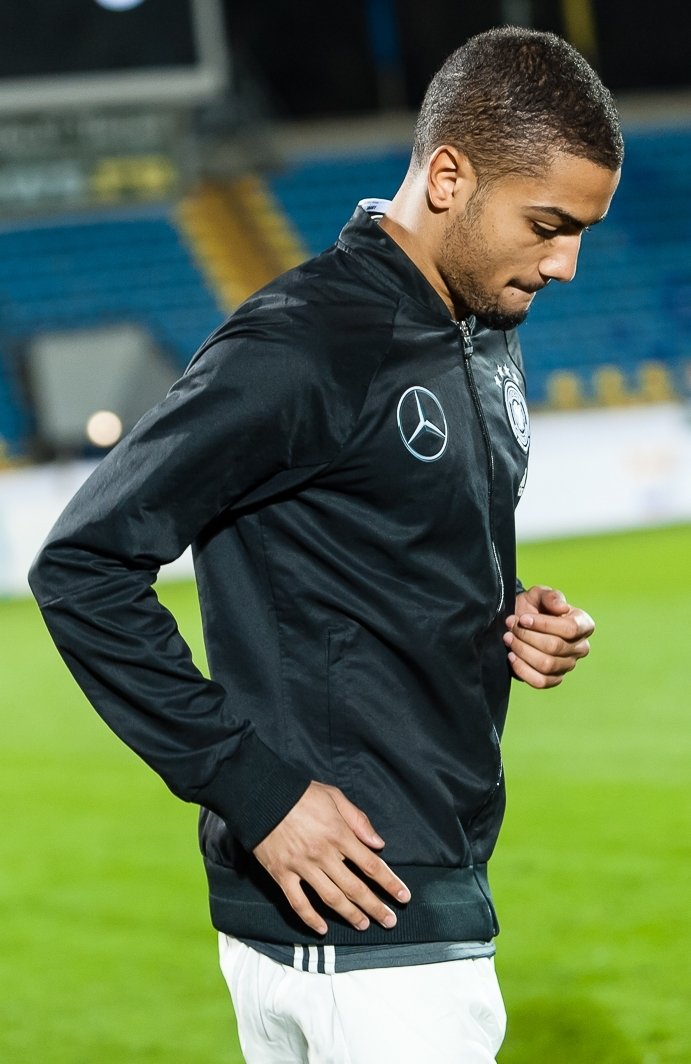
Тольян в составе молодёжной сборной Германии

Тольян начал заниматься футболом в детских командах клубов «Штутгартер Кикерс» и «Штутгарт». В 2011 году он перешёл в футбольную академию клуба «Хоффенхайм». 5 октября 2013 года в матче против «Майнц 05» Тольян дебютировал в Бундеслиге. 17 октября 2015 года в поединке против «Вольфсбурга» Джереми забил свой первый гол за «Хоффенхайм».
Летом 2017 года Тольян перешёл в дортмундскую «Боруссию», подписав контракт на пять лет. В матче против менхегладбахской «Боруссии» он дебютировал за новую команду. 27 января 2018 года в поединке против «Фрайбургом» Джереми забил свой первый гол за «Боруссию».
В январе 2019 года Тольян был арендован шотландским «Селтиком». 3 февраля в матче против «Сент-Джнстона» он дебютировал в шотландской Премьер-лиге. В того же 2019 года Тольян на правах аренды присоединился к итальянскому «Сассуоло». 25 августа в матче против «Торино» он дебютировал в итальянской Серии A. 3 ноября в поединке против «Лечче» Джереми забил свой первый гол за «Сассуоло». В 2021 году по окончании аренды клуб выкупил трансфер игрока за 3,5 млн. евро.

## Международная карьера
С 2010 года Тольян начал выступать за сборные Германии различных возрастов, хотя у него была возможность выбрать также США или Хорватию.
В 2016 году в составе олимпийской сборной Германии Джереми стал серебряным призёром Олимпийских игр в Рио-де-Жанейро. На турнире он сыграл в матчах против команд Мексики, Южной Кореи, Фиджи, Португалии, Нигерии и Бразилии.
В 2017 году в составе молодёжной сборной Германии Тольян стал победителем молодёжного чемпионата Европы 2017 в Польше. На турнире он сыграл в матчах против команд Чехии, Дании, Италии, Англии и Испании.

## Достижения
Командные
Германия (до 23)
- Серебряный призёр Олимпийских игр: 2016

Германия (до 21)
- Победитель молодёжного чемпионата Европы: 2017